# Gumbo
El gumbo és un plat originari de la zona dels Estats Units amb vistes al golf de Mèxic, en particular de la gastronomia de la zona de Louisiana.

## Ingredients
El gumbo és un guisat molt saborós, format generalment per dos ingredients principals, arròs i condiment. L'arròs està acabat de preparar i es barreja amb el condiment quan se serveix el plat. Hi pot haver diversos ingredients de condiment, com ara marisc (normalment crancs i gambes del golf de Mèxic), aus de corral (pollastre, ànec o fins i tot faisà), verdures (com ara pebrot, ceba i api) o altres carns, com salsitxes fresques i altres embotits, típics de la cuina cajuna. Tots els ingredients es guisen juntament amb un roux espès.
El plat, a causa dels llargs temps de cocció, se sol preparar durant la temporada d'hivern.
L'ingredient essencial del gumbo és l'okra; el terme gumbo, de fet, deriva de la paraula bantú utilitzada per definir l'ocra.